# 나다르
펠릭스 나다르(프랑스어: Félix Nadar, 1820년 4월 1일 ~ 1910년 3월 23일)는 프랑스의 만화가, 사진작가이다. 그의 초상 사진들은 19세기 사진 예술의 걸작으로 손꼽힌다. 본명은 가스파르펠릭스 투르나숑(프랑스어: Gaspard-Félix Tournachon)으로, 나다르라는 이름은 젊은 시절에 신문기사를 쓰던 당시의 필명이다.
나다르는 들라크루아와 바그너, 발자크나 그 밖의 당시 유명인의 포트레이트를 촬영하고, 문화적인 의의 있는 작업을 하거나 기구를 타고 파리의 공중사진을 찍었으며 납골당을 인공 조명으로 촬영하였다. 또한 1886년에 당시 100세를 맞이한 과학자 슈비루이위의 인터뷰를 정리한 시리즈 사진을 만들었다. 이것은 콜로디온 습판의 발명에 의한 프로세스를 사용함으로써 선명한 화상, 세밀묘사가 정리된 원판과 감도가 빨라져서 속사성이 가능하게 된 것에서 기인하였다.